# Daniel Felixowitsch Sarezki
Daniel Felixowitsch Sarezki (russisch Даниэль Феликсович Зарецкий; * 1964 in Leningrad) ist ein russischer Organist und Hochschullehrer.
Sarezki studierte am Leningrader Konservatorium und an der Musikakademie in Helsinki. Er absolvierte sein Konzertdiplom 1993 mit Auszeichnung. 1991 gewann er den 1. Preis des Nationalen Orgelwettbewerbs, 1990 ein Ehrendiplom beim Internationalen Orgelwettbewerb in Italien. Er lehrte von 2002 bis 2007 als Professor am Konservatorium in Nischni Nowgorod. 2006 wurde er als verdienter Künstler der Russischen Föderation ausgezeichnet. Zurzeit ist er Professor an der Staatlichen Universität in Sankt Petersburg sowie am St. Petersburger Konservatorium. 2008 war er Juror beim Internationalen BACH | LISZT Orgelwettbewerb.